# بلبل نوک‌چنگکی
بلبل نوک‌چنگلی (نام علمی: Setornis criniger) یک گونه از پرندگان آوازخوان از خانواده بلبلان است که در شرق سوماترا و بورنئو یافت می‌شود، جایی که زیستگاه طبیعی آن جنگل‌های دشت نمناک نیمه‌گرمسیری یا گرمسیری و باتلاق‌های نیمه‌گرمسیری یا گرمسیری است. نابودی زیستگاه آن را تهدید می‌کند. نام‌های جایگزین این گونه، شامل «بلبل نوک‌چنگکی بلند» و «بلبل نوک‌بلند» است.
در حالی که در حال حاضر در سردهٔ Setornis تک‌نماد است، در ابتدا این سرده دارای بلبل پشت‌مویی بود (اکنون Tricholestes criniger viridis است).